# Cheilosia abagoensis
Cheilosia abagoensis är en tvåvingeart som beskrevs av Skufjin 1979. Cheilosia abagoensis ingår i släktet örtblomflugor, och familjen blomflugor. Inga underarter finns listade i Catalogue of Life.